# Arrondissement de Marseille
Cet article concerne l'arrondissement départemental de Marseille. Pour les subdivisions de la ville de Marseille, voir Secteurs et arrondissements de Marseille.
L'arrondissement de Marseille est une division administrative de l'État dans le département des Bouches-du-Rhône et la région Provence-Alpes-Côte d'Azur.
L'arrondissement fait partie des trois arrondissements des Bouches-du-Rhône créés en 1800.

## Composition
L'arrondissement de Marseille est composé de 21 communes situées dans la partie sud-est du département des Bouches-du-Rhône.
De 2003 à 2015, ces communes étaient regroupées en 30 cantons : 25 cantons à Marseille et les cantons d'Allauch, Aubagne-Est, Aubagne-Ouest, La Ciotat et Roquevaire. Depuis 2015, le nouveau découpage cantonal s'affranchit des limites des arrondissements. 

### Découpage communal depuis 2015
Depuis 2015, le nombre de communes des arrondissements varie chaque année soit du fait du redécoupage cantonal de 2014 qui a conduit à l'ajustement de périmètres de certains arrondissements, soit à la suite de la création de communes nouvelles. Le nombre de communes de l'arrondissement de Marseille reste quant à lui inchangé depuis 2015 et égal à 21.
Au 1er janvier 2024, l'arrondissement groupe les 21 communes suivantes :

## Démographie
En 2022, l'arrondissement comptait 1 096 455 habitants.
| 1968    | 1975      | 1982      | 1990    | 1999    | 2006      | 2011      | 2016      | 2021      |
| ------- | --------- | --------- | ------- | ------- | --------- | --------- | --------- | --------- |
| 990 999 | 1 033 527 | 1 020 305 | 965 318 | 980 082 | 1 029 736 | 1 048 649 | 1 069 909 | 1 090 221 |

| 2022      | - | - | - | - | - | - | - | - |
| --------- | - | - | - | - | - | - | - | - |
| 1 096 455 | - | - | - | - | - | - | - | - |